# Chapelle Sainte-Barbe de Kuttolsheim
La chapelle Sainte-Barbe est un monument historique situé à Kuttolsheim, dans le département français du Bas-Rhin.

## Localisation
Ce bâtiment est situé rue Sainte-Barbe à Kuttolsheim.

## Historique
L'édifice fait l'objet d'une inscription au titre des monuments historiques depuis 1987.

## Architecture

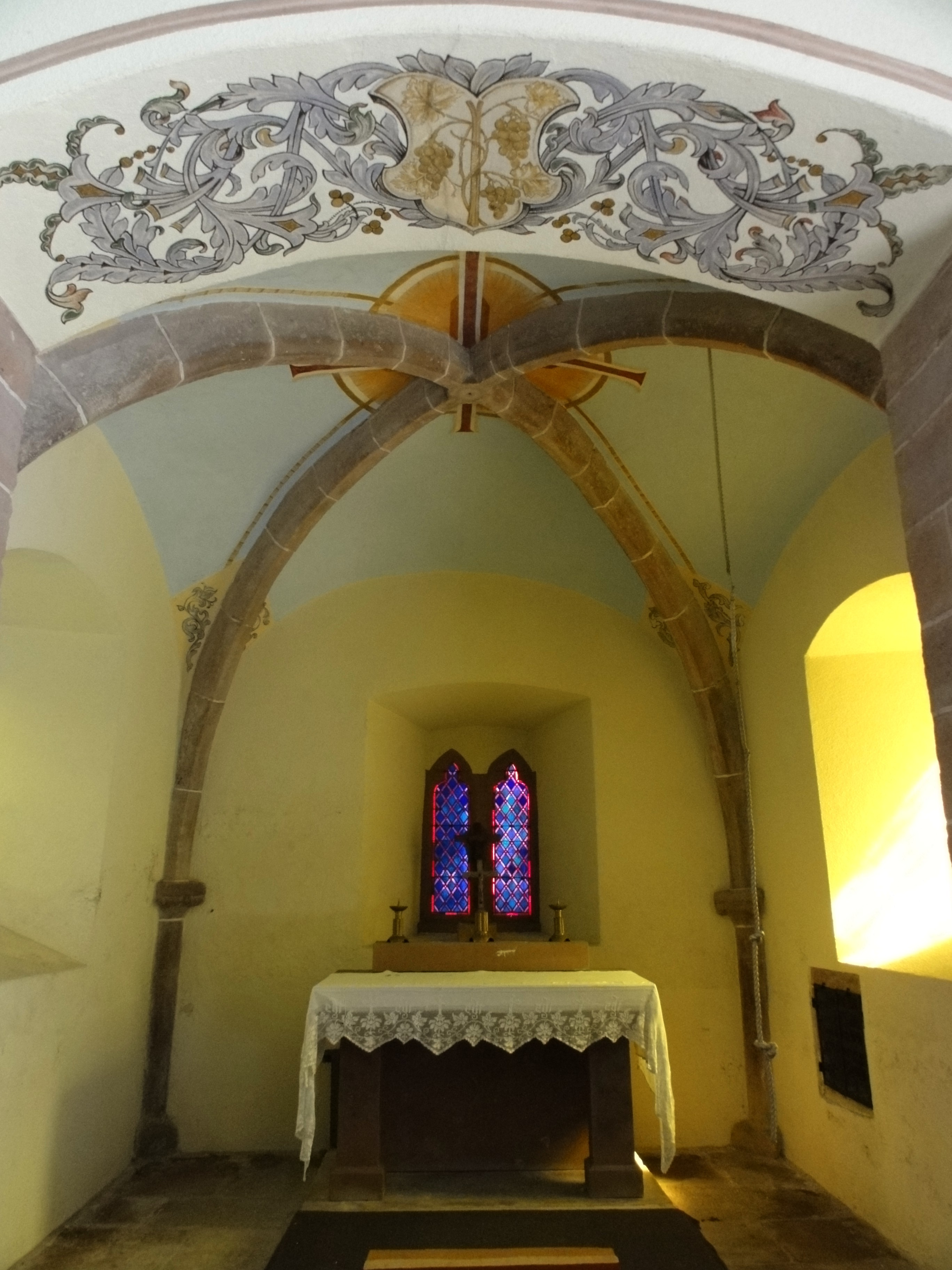
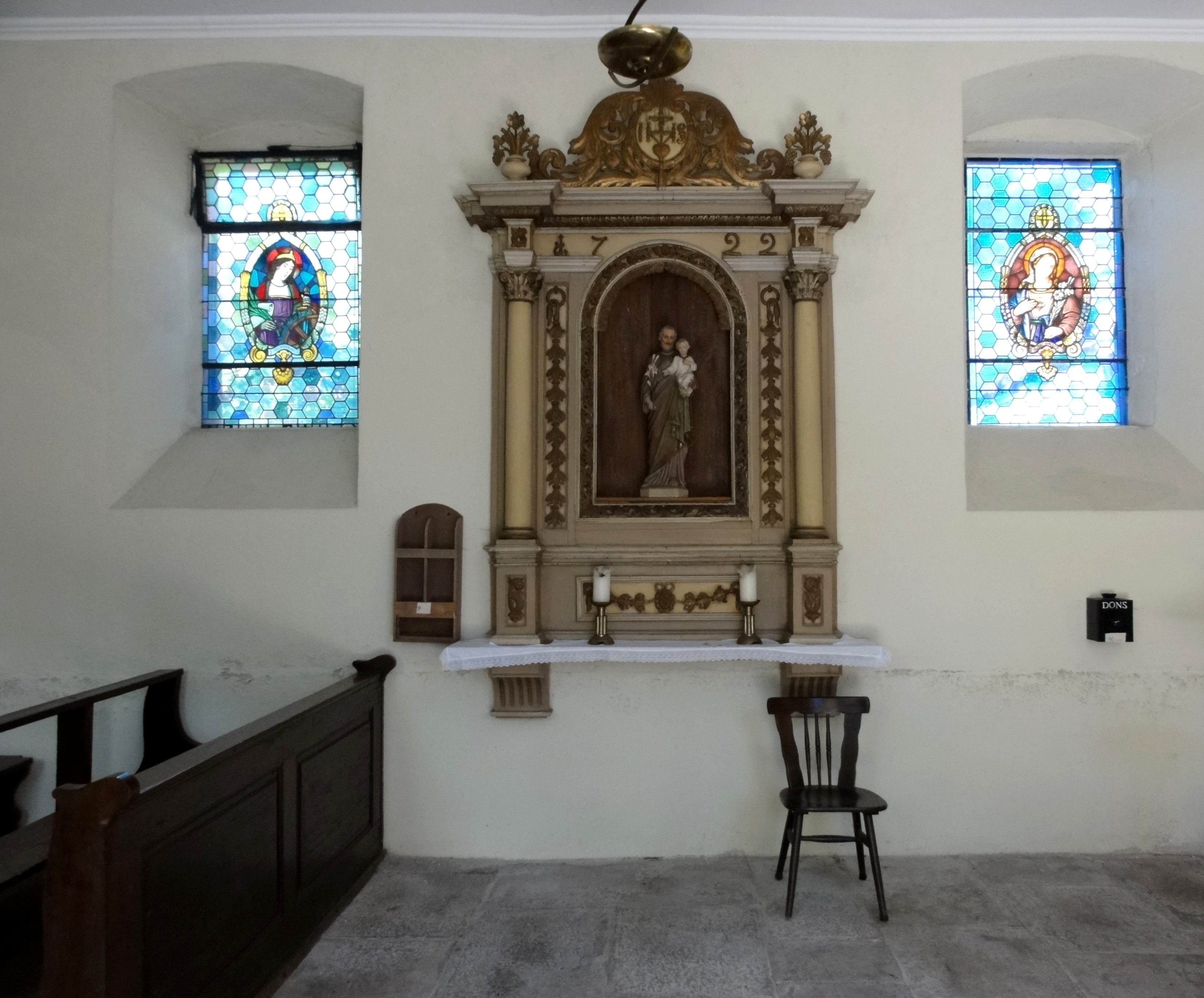
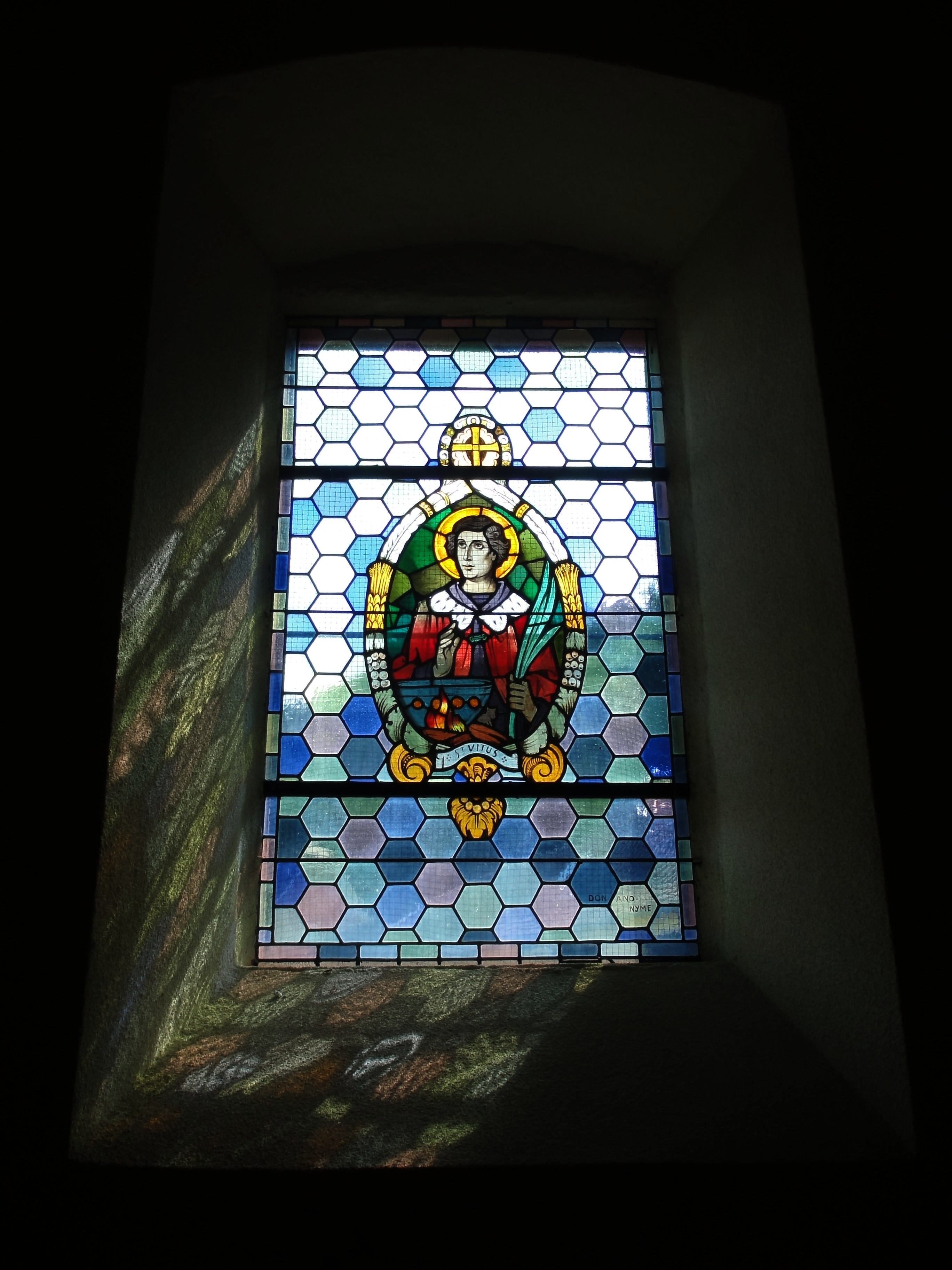
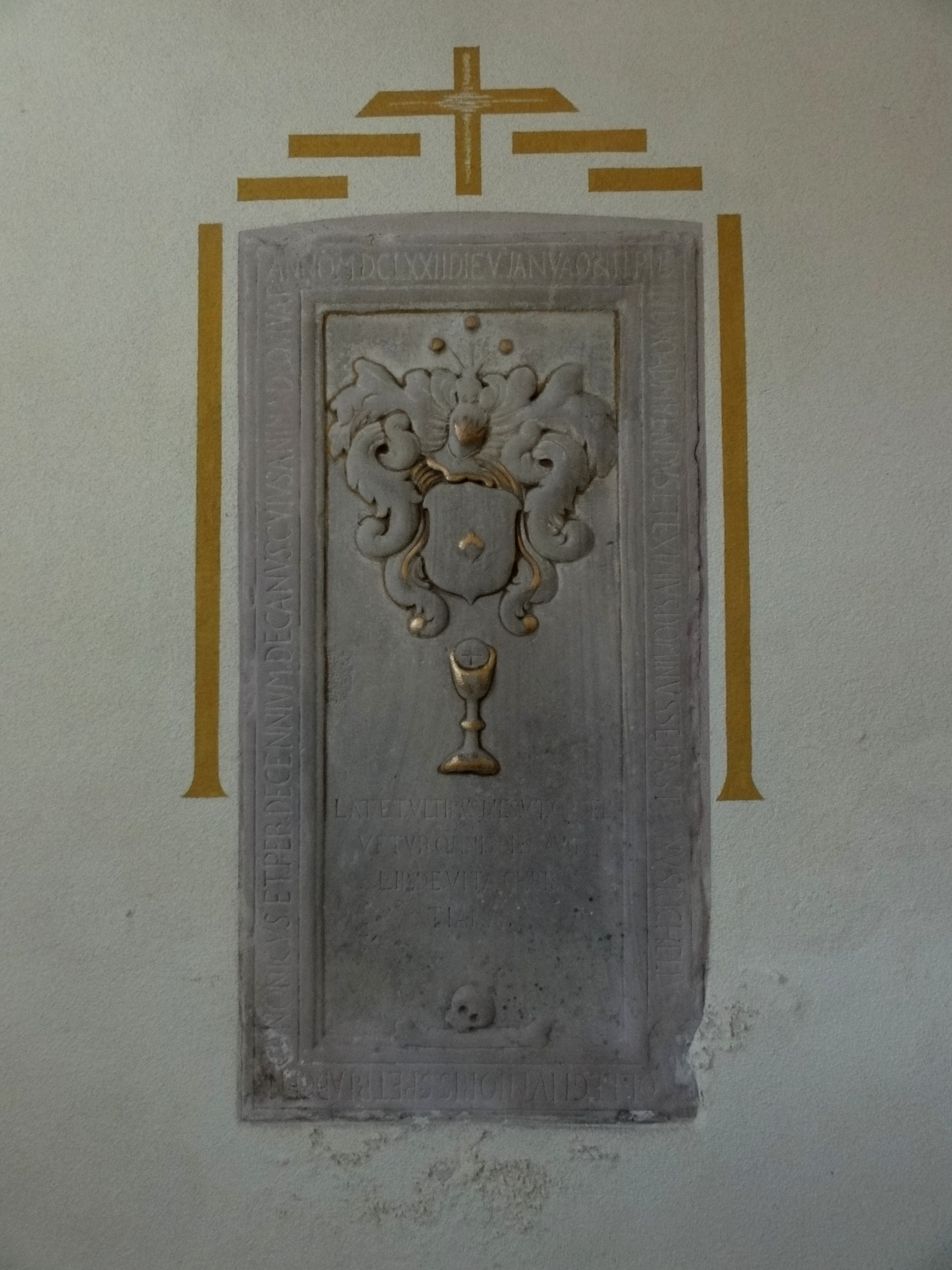